# Archonta
Pour les articles homonymes, voir archonte.
Archontes
Super-ordre
Ce taxon est aujourd'hui obsolète.
Les Archonta (Archontes en français) étaient un taxon des mammifères placentaires aujourd'hui considéré comme désuet et polyphylétique. Il regroupait notamment les primates, les toupayes, les dermoptères et les chauves-souris.
Depuis la fin du XXe siècle, ce clade est utilisé dans une définition plus restreinte qui en exclut les chauves-souris. Au vu de ce changement majeur, on lui préfère le terme de Euarchonta.

## Historique
En 1910, le paléontologue américain William King Gregory propose la création du super-ordre des Archonta, terme construit à partir du grec ancien ἄρχοντες / árkhontes, de ἄρχω / árkhô, « commander, être le chef ». Il y regroupe d'une part les primates au sens strict, les dermoptères (lémurs volants) et les chiroptères (chauves-souris) et d'autre part le sous-ordre des Menotyphla, composé des macroscélides (musaraignes à trompe) et des scandentiens (toupayes), qui était auparavant considéré comme faisant partie des Insectivores. Cette division a été plus ou moins soutenue pendant tout le XXe siècle, en excluant les macroscélides. Les Archonta étaient censés appartenir aux preptothériens, lui-même taxon désuet. Ils se caractérisent par un pénis pendant.
Les analyses génétiques démontrent que les chauves-souris ne sont pas aussi proches des autres groupes qu'il était envisagé auparavant. Dans la systématique révisée, ce taxon devient l'équivalent de celui des Euarchonta. Une catégorie excluant les chauves-souris et intégrant les Anagalides a également été proposée et s'appelle Euarchontoglires.

## Ancienne classification
- Preptothériens désuet
  - Insectivores
  - Carnivores
  - Archontes désuet
    - Volitantiens désuet
      - Chiroptères
      - Dermoptères

    - Euarchonta dont les primates

  - Anagalides
  - Ongulés désuet
    - Tubulidentés
    - Cétongulés désuet

## Nouvelle classification
Phylogénie des ordres actuels d’euarchontoglires d'après Murphy et al., 2001 :
| Duplicidentata  | Lagomorpha (lapins, lièvres et pikas) |
|                 | Lagomorpha (lapins, lièvres et pikas) |
| Simplicidentata | Rodentia (rongeurs)                   |
|                 | Rodentia (rongeurs)                   |

|  | Dermoptera (galéopithèques)                                                                     |
|  |                                                                                                 |
|  | \| \| †Plesiadapiformes \| \| \| \| \| \| Primates (lémuriens, singes, tarsiers...) \| \| \| \| |
|  |                                                                                                 |
|  | †Plesiadapiformes                                                                               |
|  |                                                                                                 |
|  | Primates (lémuriens, singes, tarsiers...)                                                       |
|  |                                                                                                 |

|  | †Plesiadapiformes                         |
|  |                                           |
|  | Primates (lémuriens, singes, tarsiers...) |
|  |                                           |

|  | Dermoptera (galéopithèques)                                                                     |
|  |                                                                                                 |
|  | \| \| †Plesiadapiformes \| \| \| \| \| \| Primates (lémuriens, singes, tarsiers...) \| \| \| \| |
|  |                                                                                                 |
|  | †Plesiadapiformes                                                                               |
|  |                                                                                                 |
|  | Primates (lémuriens, singes, tarsiers...)                                                       |
|  |                                                                                                 |

|  | †Plesiadapiformes                         |
|  |                                           |
|  | Primates (lémuriens, singes, tarsiers...) |
|  |                                           |

| Duplicidentata  | Lagomorpha (lapins, lièvres et pikas) |
|                 | Lagomorpha (lapins, lièvres et pikas) |
| Simplicidentata | Rodentia (rongeurs)                   |
|                 | Rodentia (rongeurs)                   |

|  | Dermoptera (galéopithèques)                                                                     |
|  |                                                                                                 |
|  | \| \| †Plesiadapiformes \| \| \| \| \| \| Primates (lémuriens, singes, tarsiers...) \| \| \| \| |
|  |                                                                                                 |
|  | †Plesiadapiformes                                                                               |
|  |                                                                                                 |
|  | Primates (lémuriens, singes, tarsiers...)                                                       |
|  |                                                                                                 |

|  | †Plesiadapiformes                         |
|  |                                           |
|  | Primates (lémuriens, singes, tarsiers...) |
|  |                                           |

|  | Dermoptera (galéopithèques)                                                                     |
|  |                                                                                                 |
|  | \| \| †Plesiadapiformes \| \| \| \| \| \| Primates (lémuriens, singes, tarsiers...) \| \| \| \| |
|  |                                                                                                 |
|  | †Plesiadapiformes                                                                               |
|  |                                                                                                 |
|  | Primates (lémuriens, singes, tarsiers...)                                                       |
|  |                                                                                                 |

|  | †Plesiadapiformes                         |
|  |                                           |
|  | Primates (lémuriens, singes, tarsiers...) |
|  |                                           |

Note : La position des toupayes est sujette à controverse. Ils sont parfois placés auprès de Dermoptera pour former Sundatheria, ou parfois placés comme groupe frère des Glires.